# Явосьма
Явосьма (устаревшие названия: Явозна, Саранжа, Саранза, Саранзя) — река в России, протекает по Тихвинскому району Ленинградской области.
Образуется при слиянии Тутоки (справа) и Ретеши (слева) в деревне Никульское.
Устье реки находится в 172 км по левому берегу реки Паши, у деревень Наволок и Новинка. Длина реки составляет 53 км, площадь водосборного бассейна — 837 км². Река представляет интерес для водного туризма
Притоки (от устья к истоку):
- Кобыляк (правый)
- Любачский (левый)
- Ульинский (левый)
- Болотовский (правый)
- Сарка (левый)

## Данные водного реестра
По данным государственного водного реестра России относится к Балтийскому бассейновому округу, водохозяйственный участок реки — Свирь, речной подбассейн реки — Свирь (включая реки бассейна Онежского озера). Относится к речному бассейну реки Нева (включая бассейны рек Онежского и Ладожского озера).
Код объекта в государственном водном реестре — 01040100812102000013437.